# بهرام‌آباد (شهرکرد)
بهرام‌آباد، روستایی از توابع شهرستان شهرکرد در استان چهارمحال و بختیاری است.

## جمعیت
این روستا در جنوب شهرکیان قرار دارد و براساس سرشماری مرکز آمار ایران جمعیت روستا در سال ۱۳۹۵ تعداد ۱۹۶۲ نفر بوده است.